# Arseni Suchanow

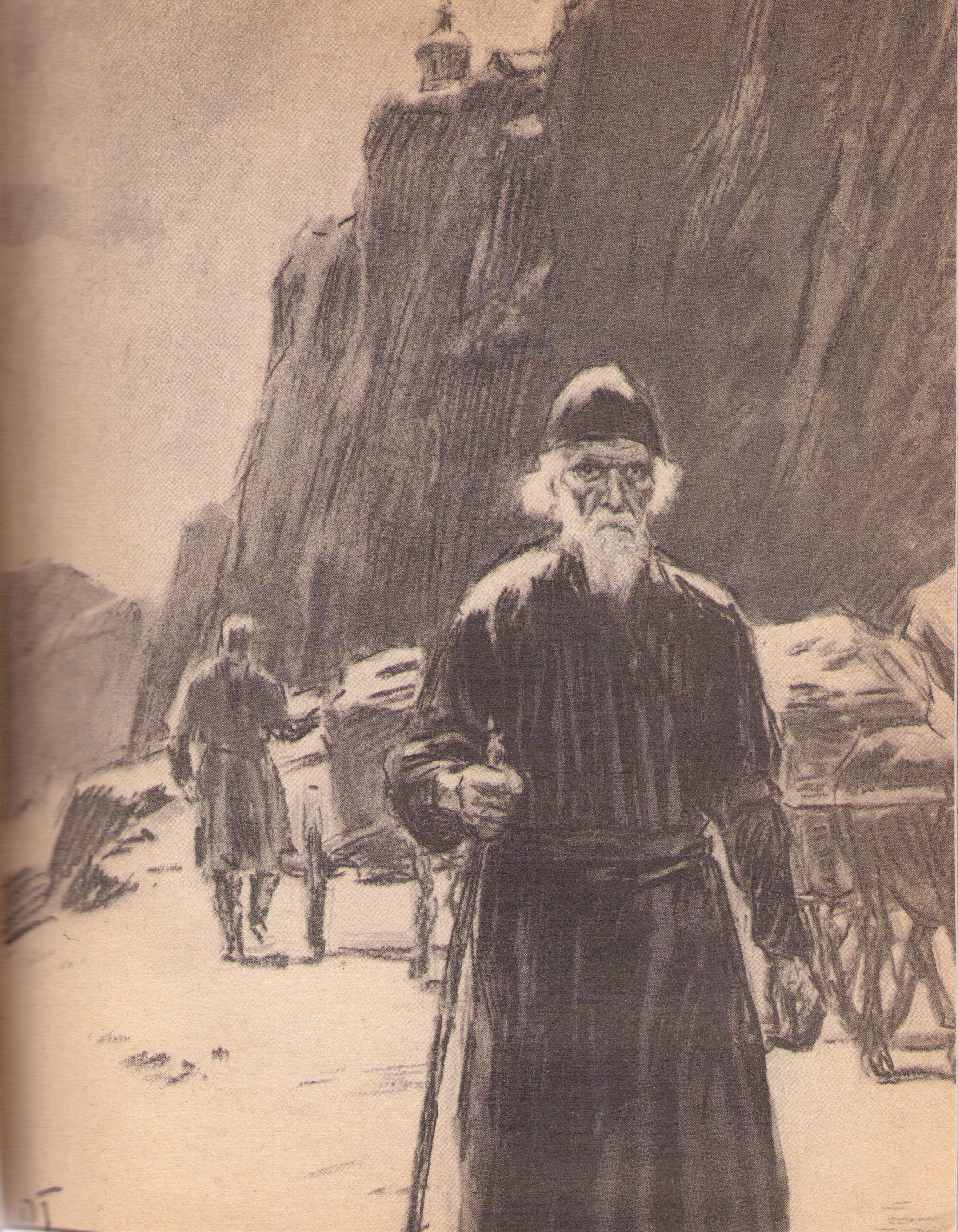
Arseni auf Reisen (1654), Zeichnung von O. M. Grosse, 1960er Jahre

Arseni (russisch Арсений, weltlicher Name Anton Putilowitsch Suchanow, Антон Путилович Суханов, * um 1600 in Spityno bei Pskow; † 1668 in Moskau) war ein russisch-orthodoxer Mönch. 
Er unternahm mehrere Reisen in den Orient und begründete eine Sammlung griechischer Handschriften in der geistlichen Bibliothek in Moskau.

## Leben

### Jugend
Anton war ein Sohn des verarmten Adligen Putila Jelisarjewitsch Suchanow. Er verbrachte einen Teil seiner Jugend in Tula. Er wurde früh Mönch in Kolomna und nahm den geistlichen Namen Arseni an.
Arseni genoss eine umfangreiche Bildung. Er wurde in den antiken Künsten der Grammatik, Rhetorik und Dialektik (Trivium) unterrichtet und lernte Griechisch, Lateinisch und Polnisch. Diese Ausbildung könnte bei einer der westrussischen Bruderschaften erfolgt sein.
Nach Moskau übergesiedelt, wurde Arseni 1633 Archidiakon und persönlicher Sekretär von Patriarch Philaret.

### Reisen
1637–1640 begleitete er den Woiwoden von Putywl, Fürst Fjodor Wolkonski, auf einer Reise zum Herrscher Teimuras I. von Kachetien (im heutigen Georgien) und zeichnete sich dort durch ein großes diplomatisches Geschick aus.
1649 reiste er im Auftrag des Moskauer Patriarchen Joseph und des Zaren Alexei mit dem Jerusalemer Patriarchen Paisios und einer Delegation nach Konstantinopel, um die Gebräuche der dortigen orthodoxen Kirche zu studieren. Er reiste weiter nach Jassy, kehrte nach Moskau zurück und fuhr erstmals auf den Berg Athos. Im Dezember 1650 kehrte er von dort zurück und verfasste ein Buch über seine Reiseerlebnisse, Sitten und Gebräuche der dortigen Bewohner, Klima, Vegetation, Stadtbefestigungen und anderes.
Im Februar 1651 brach er zu einer erneuten Reise nach Konstantinopel und Jerusalem auf und stieß auf dem Weg dorthin in der Ukraine zufällig auf die Spuren eines angeblichen Zarensohnes Iwan Wassiljewitsch Schuiski. Er verhandelte im Auftrag von Zar Alexei mit dem Kosakenhetman Bohdan Chmelnyzkyj über dessen Auslieferung und besprach bei dieser Gelegenheit Fragen eines möglichen Anschlusses der Kosakengebiete an Russland.
Im Mai reiste er weiter nach Griechenland und Ägypten, besuchte den Berg Sinai und Jaffa und blieb einige Wochen in Kairo, wo er intensive Gespräche mit Patriarch Ioannikios von Alexandria führte. Er blieb sieben Monate in Jerusalem, wo er in heftigen Streit mit Patriarch Paisios geriet. Er reiste zurück nach Konstantinopel und kehrte im Juni 1653 nach Moskau zurück, wo er Zar Alexei und Patriarch Nikon über seine Reisen und diplomatischen Gespräche berichtete. Er verfasste mehrere Aufsätze über seine Reiseerlebnisse.

### Reise zum Erwerb von Handschriften
1654 brach er zu einer erneuten Reise nach Konstantinopel und den Berg Athos auf, um orthodoxe Handschriften für die Reformen von Patriarch Nikon zu erwerben. Er verfügte über eine Geldsumme von etwa 50.000 Rubel und kehrte nach zwei Jahren mit über 700 meist griechischen Handschriften zurück. Diese gingen in die Synodalbibliothek des Patriarchats und bildeten dessen wertvollsten Bestand an Graeca bis 1922.

### Letzte Jahre
Er wurde Cellerar des Dreifaltigkeitsklosters von Sergijew Possad. 1661 übernahm er die Leitung des Druckerhofes in Moskau.
Im Januar 1665 kehrte er von seiner letzten Reise aus Jerusalem zurück, mit einem Modell der Grabeskirche. Nach diesem wurde die Auferstehungskirche im Neujerusalemer Kloster bei Moskau errichtet.
Arseni starb am 14. August 1668 in Moskau. Er ist auf dem Friedhof im Dreifaltigkeitskloster von Sergijew Possad bestattet.